# Predatel'nica
Predatel'nica (Предательница) è un film del 1977 diretto da Nikita Chubov.

## Trama
Marija Alexandrovna è l'insegnante di classe 6 ° di uno dei collegi. I bambini amano il loro insegnante. Pertanto, esita a lungo prima di decidere di lasciare la classe e andare dalla sua amata. I ragazzi la considerano una "traditrice". Alcuni di loro sono pronti per le azioni più disperate per impedirle di andarsene.